# Superliga ukraińska w piłce siatkowej mężczyzn (2021/2022)
Superliga ukraińska w piłce siatkowej mężczyzn 2021/2022 − 31. sezon mistrzostw Ukrainy w piłce siatkowej zorganizowany przez Ukraiński Związek Piłki Siatkowej. Zainaugurowany został 2 października 2021 roku.
W Superlidze w sezonie 2021/2022 uczestniczyło 8 drużyn. Przed początkiem sezonu z rozgrywek wycofały się kluby Serce Podilla Winnica oraz Pokuttia-Prybyliw Tłumacz. Do najwyższej klasy rozgrywkowej dołączyły dwa zespoły – pierwsza i druga drużyna wyższej ligi w sezonie 2020/2021, tj. WK Dnipro i WK Reszetyliwka.
Superliga miała się składać z fazy zasadniczej, fazy play-off oraz fazy play-out. 24 lutego 2022 roku ze względu na inwazję Rosji na Ukrainę Ukraiński Związek Piłki Siatkowej bezterminowo zawiesił rozgrywki. 17 maja 2022 roku związek zatwierdził decyzję o przedterminowym zakończeniu ligi. Klasyfikacja końcowa ustalona została na podstawie wyników w fazie zasadniczej. Mistrzem Ukrainy ogłoszono klub Epicentr-Podolany Horodok, natomiast wicemistrzem – Barkom-Każany Lwów. Trzecie miejsce zajął Dnipro-Prometej.
Sponsorem tytularnym rozgrywek był usługodawca Dmart.

## System rozgrywek
Superliga ukraińska w sezonie 2021/2022 miała składać się z fazy zasadniczej, fazy play-off oraz fazy play-out.

### Faza zasadnicza
W fazie zasadniczej 8 drużyn rozgrywa ze sobą po cztery spotkania. Ze względu na ryzyko zarażenia się wirusem SARS-CoV-2 zespoły grają w systemie turniejowym, a nie w systemie kołowym – mecz u siebie i rewanż na wyjeździe.
Dwie najlepsze drużyny po fazie zasadniczej uzyskują automatyczny awans do półinałów fazy play-off, drużyny z miejsc 3-6 grają w ćwierćfinałach fazy play-off, natomiast pozostałe drużyny trafiają do fazy play-out.

### Faza play-off
Ćwierćfinały

W ćwierćfinałach fazy play-off grają drużyny, które w fazie zasadniczej zajęły miejsca 3-6. Ćwierćfinałowe pary tworzone są według klucza: 3-6; 4-5. Rywalizacja toczy się do trzech zwycięstw. Gospodarzem pierwszego, drugiego i piątego meczu jest zespół, który w fazie zasadniczej zajął wyższe miejsce w tabeli, natomiast trzeciego i czwartego – zespół, który w fazie zasadniczej zajął niższe miejsce w tabeli.
Zwycięzcy par ćwierćfinałowych uzyskują awans do półfinałów, natomiast przegrani rywalizują o 5. miejsce.
Mecze o 5. miejsce

O 5. miejsce grają drużyny, które przegrały w parach ćwierćfinałowych. Rywalizacja toczy się do dwóch zwycięstw ze zmianą gospodarza po każdym spotkaniu. Gospodarzem pierwszego meczu jest zespół, który w fazie zasadniczej zajął wyższe miejsce w tabeli.
Półfinały

W półfinałach fazy play-off grają drużyny, które w fazie zasadniczej zajęły miejsca 1-2 oraz zwycięzcy w parach ćwierćfinałowych. Półfinałowe pary tworzone są według klucza:
- 1. miejsce w fazie zasadniczej – zwycięzca w parze 4-5;
- 2. miejsce w fazie zasadniczej – zwycięzca w parze 3-6.

Rywalizacja toczy się do trzech zwycięstw. Gospodarzem pierwszego, drugiego i piątego meczu jest zespół, który w fazie zasadniczej zajął wyższe miejsce w tabeli, natomiast trzeciego i czwartego – zespół, który w fazie zasadniczej zajął niższe miejsce w tabeli.
Zwycięzcy w parach półfinałowych uzyskują awans do finałów, natomiast przegrani grają o 3. miejsce.
Mecze o 3. miejsce

O 3. miejsce grają drużyny, które przegrały w parach półfinałowych. Rywalizacja toczy się do trzech zwycięstw. Gospodarzem pierwszego, drugiego i piątego meczu jest zespół, który w fazie zasadniczej zajął wyższe miejsce w tabeli, natomiast trzeciego i czwartego – zespół, który w fazie zasadniczej zajął niższe miejsce w tabeli.
Finały

O mistrzostwo grają zwycięzcy w parach półfinałowych. Rywalizacja toczy się do trzech zwycięstw. Gospodarzem pierwszego, drugiego i piątego meczu jest zespół, który w fazie zasadniczej zajął wyższe miejsce w tabeli, natomiast trzeciego i czwartego – zespół, który w fazie zasadniczej zajął niższe miejsce w tabeli.

### Faza play-out
W fazie play-out uczestniczą drużyny, które w fazie zasadniczej zajęły miejsca 7-8. Rywalizacja toczy się do trzech zwycięstw. Gospodarzem pierwszego, drugiego i piątego meczu jest zespół, który w fazie zasadniczej zajął 7. miejsce, natomiast trzeciego i czwartego – zespół, który w fazie zasadniczej zajął 8. miejsce.
Przegrany w parze trafia do baraży o utrzymanie w Superlidze.

### Baraże
W barażach grają drużyna, która zajęła 8. miejsce w Superlidze oraz zespół, który zajął 2. miejsce w wyższej lidze. Rywalizacja toczy się do trzech zwycięstw. Gospodarzem pierwszego, drugiego i piątego meczu jest zespół z Superligi, natomiast trzeciego i czwartego – zespół z wyższej ligi.

## Drużyny uczestniczące
| | Superliga-Dmart 2021/2022    |   |    |
| --- | ---------------------------- | - | -- |
| LWÓ | Barkom-Każany Lwów           | 1 | Ch |
| PDL | Epicentr-Podolany Horodok    | 2 | Ch |
| JUA | Jurydyczna akademіja Charków | 3 | Ch |
| ŻYT | Żytyczi-PNU Żytomierz        | 4 |    |
| WIN | WK MCHP-Winnica              | 5 |    |
| BUR | Burewisnyk-SzWSM Czernihów   | 8 |    |
| | Awans z wyższej ligi         |   |    |
| DNI | Dnipro-Prometej              | 1 |    |
| RES | WK Reszetyliwka              | 2 |    |
| Oznaczenia: - kolumna pierwsza – skróty nazw drużyn wpisane na mapie (jeśli ta została zamieszczona), - kolumna trzecia – miejsce zajęte przez daną drużynę w poprzednim sezonie. |                              |   |    |

Uwagi:
- Klub Pokuttia-Prybyliw Tłumacz ze względu na problemy finansowe wycofał się z rozgrywek przed rozpoczęciem sezonu.
- Po zakończeniu sezonu 2020/2021 klub Serce Podilla Winnica wycofał się z rozgrywek i ogłosił zakończenie działalności.
- 1 stycznia 2022 roku WK Dnipro został zlikwidowany. Jego miejsce w rozgrywkach przejął klub Dnipro-Prometej.

## Faza zasadnicza

### Tabela wyników
| Gospodarz \ Gość1            | LWÓ | PDL | JUA | ŻYT | WIN | BUR | DNI | RES |
| ---------------------------- | --- | --- | --- | --- | --- | --- | --- | --- |
| Barkom-Każany Lwów           | -   | 1:3 | 3:0 | 1:3 | 3:0 | 3:0 | 3:2 | 3:0 |
| Epicentr-Podolany Horodok    | 3:2 | -   | 3:0 | 3:0 | 3:0 | 3:0 | 3:0 | 3:0 |
| Jurydyczna akademіja Charków | 0:3 | 1:3 | -   | 1:3 | 3:0 | 3:0 | 1:3 | 3:1 |
| Żytyczi-PNU Żytomierz        | 1:3 | 0:3 | 2:3 | -   | 3:2 | 3:0 | 3:0 | 3:0 |
| WK MCHP-Winnica              | 0:3 | 0:3 | 0:3 | 3:2 | -   | 3:0 | 1:3 | 3:1 |
| Burewisnyk-SzWSM Czernihów   | 0:3 | 0:3 | 0:3 | 0:3 | 1:3 | -   | 1:3 | 1:3 |
| Dnipro-Prometej              | 0:3 | 0:3 | 3:1 | 0:3 | 3:2 | 3:0 | -   | 3:0 |
| WK Reszetyliwka              | 0:3 | 0:3 | 3:1 | 0:3 | 3:2 | 3:0 | 3:0 | -   |

| Gospodarz \ Gość1            | LWÓ | PDL | JUA | ŻYT | WIN | BUR | DNI | RES |
| ---------------------------- | --- | --- | --- | --- | --- | --- | --- | --- |
| Barkom-Każany Lwów           | -   | X   | 3:1 | 3:0 | 3:0 | 3:0 | X   | X   |
| Epicentr-Podolany Horodok    | X   | -   | X   | 3:0 | 3:1 | X   | 3:0 | 3:2 |
| Jurydyczna akademіja Charków | X   | 0:3 | -   | 1:3 | X   | 3:0 | 3:1 | 2:3 |
| Żytyczi-PNU Żytomierz        | 0:3 | 0:3 | X   | -   | 3:1 | X   | 0:3 | 3:2 |
| WK MCHP-Winnica              | 0:3 | 0:3 | 0:3 | 3:2 | -   | 3:0 | X   | X   |
| Burewisnyk-SzWSM Czernihów   | X   | 0:3 | 0:3 | 0:3 | X   | -   | 0:3 | 0:3 |
| Dnipro-Prometej              | 2:3 | X   | 3:1 | X   | 3:0 | 3:0 | -   | 2:3 |
| WK Reszetyliwka              | 1:3 | X   | 1:3 | X   | 3:0 | 3:0 | 0:3 | -   |

Źródło: FWU – Data Project (ukr.)
1 Drużyna gospodarzy jest wymieniona po lewej stronie tabeli.
Kolory:
  zwycięstwo gospodarzy 3:0 lub 3:1
  zwycięstwo gospodarzy 3:2
  zwycięstwo gości 3:0 lub 3:1
  zwycięstwo gości 3:2

### Tabela
| Lp. | Drużyna                       | Mecze | Mecze | Mecze | Pkt | Rodzaj wyniku | Rodzaj wyniku | Rodzaj wyniku | Rodzaj wyniku | Rodzaj wyniku | Rodzaj wyniku | Sety | Sety | Sety  | Małe punkty | Małe punkty | Małe punkty |
| Lp. | Drużyna                       | M     | W     | P     | Pkt | 3:0           | 3:1           | 3:2           | 2:3           | 1:3           | 0:3           | wyg. | prz. | stos. | zdob.       | str.        | stos.       |
| --- | ----------------------------- | ----- | ----- | ----- | --- | ------------- | ------------- | ------------- | ------------- | ------------- | ------------- | ---- | ---- | ----- | ----------- | ----------- | ----------- |
| 1   | Epicentr-Podolany Horodok (M) | 22    | 22    | 0     | 64  | 17            | 3             | 2             | 0             | 0             | 0             | 66   | 7    | 9.43  | 1807        | 1371        | 1.32        |
| 2   | Barkom-Każany Lwów            | 22    | 19    | 3     | 56  | 14            | 3             | 2             | 1             | 2             | 0             | 61   | 16   | 3.81  | 1856        | 1489        | 1.25        |
| 3   | Dnipro-Prometej               | 24    | 13    | 11    | 41  | 7             | 5             | 1             | 3             | 1             | 7             | 46   | 40   | 1.15  | 1932        | 1858        | 1.04        |
| 4   | Żytyczi-PNU Żytomierz         | 24    | 13    | 11    | 40  | 7             | 4             | 2             | 3             | 1             | 7             | 46   | 41   | 1.12  | 1952        | 1868        | 1.04        |
| 5   | Jurydyczna akademіja Charków  | 24    | 11    | 13    | 33  | 7             | 3             | 1             | 1             | 8             | 4             | 43   | 44   | 0.98  | 1915        | 1978        | 0.97        |
| 6   | WK Reszetyliwka               | 24    | 10    | 14    | 29  | 5             | 2             | 3             | 2             | 4             | 8             | 38   | 50   | 0.76  | 1883        | 2033        | 0.93        |
| 7   | WK MCHP-Winnica               | 24    | 6     | 18    | 19  | 2             | 2             | 2             | 3             | 3             | 12            | 27   | 60   | 0.45  | 1783        | 2020        | 0.88        |
| 8   | Burewisnyk-SzWSM Czernihów    | 24    | 0     | 24    | 0   | 0             | 0             | 0             | 0             | 3             | 21            | 3    | 72   | 0.04  | 1384        | 1895        | 0.73        |

Źródło: FWU – Data Project (ukr.)
Punktacja: 3:0 i 3:1 – 3 pkt; 3:2 – 2 pkt; 2:3 – 1 pkt; 1:3 i 0:3 – 0 pkt
Zasady ustalania kolejności: 1. liczba zwycięstw; 2. liczba punktów; 3. stosunek setów; 4. stosunek małych punktów; 5. bilans w bezpośrednich meczach
(M) – mistrzostwo